# Epirrhoe galliata
Epirrhoe galliata là một loài bướm đêm trong họ Geometridae.